# ГЕС Черокі
ГЕС Черокі (англ. Cherokee Dam) – гідроелектростанція у штаті Теннессі (Сполучені Штати Америки). Знаходячись після ГЕС Форт-Патрік-Генрі (41 МВт), становить нижній ступінь каскаду на Холстоні, правому витоку річки Теннессі, яка дренує Велику долину у Південних Аппалачах та після повороту на північний захід впадає ліворуч до Огайо, котра в свою чергу є лівою притокою Міссісіпі (басейн Мексиканської затоки). 
В межах проекту річку перекрили комбінованою греблею висотою 53 метри та довжиною 2060 метрів, яка включає центральну бетонну секцію та бічні земляні ділянки. Вона утримує витягнуте по долині річки на 97 км водосховище з площею поверхні 117 км2 та об’ємом 1,9 млрд м3. Рівень резервуару контролюється між позначками 311 та 328 метрів НРМ, що відповідає об’єму у 1,4 млрд м3 (в т.ч. 0,9 млрд м3 для протиповеневих заходів). 
Пригреблевий машинний зал обладнаний чотирма турбінами типу Френсіс загальною потужністю 148 МВт, які використовують напір у 30 метрів.
Відпрацьована на станції вода прямує до злиття витоків Теннессі, після чого потрапляє на ГЕС Fort Loudon – верхню станцію теннессійського каскаду.